# سید مجتبی موسوی اجاق
مجتبی موسوی اجاق (زادهٔ ۱۳۴۱ در کرمانشاه) نمایندهٔ حوزهٔ انتخابیهٔ کرمانشاه در دورهٔ ششم مجلس شورای اسلامی بوده‌است. وی پیش‌تر در دورهٔ پنجم نیز عضو این مجلس بود. وی برادر سید آیت‌الله موسوی اجاق است که او نیز در دورۀ چهارم، از حوزۀ‌ انتخابیۀ کرمانشاه به مجلس شورای اسلامی راه یافت.